# Ali Schamchani

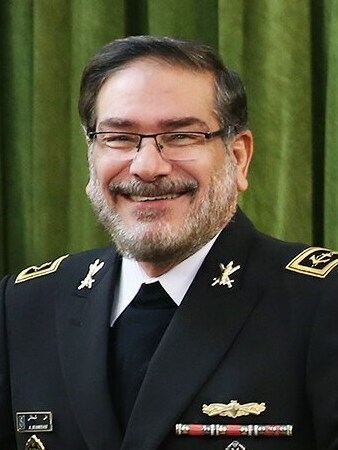
Ali Schamchani (2016)

Ali Schamchani (auch Ali Shamkhani, persisch علی شمخانی; * 29. September 1955 in Ahvaz, Chuzestan) ist ein ehemaliger iranischer Konteradmiral und Sekretär des Nationalen Sicherheitsrats. Er war von 1997 bis 2005 iranischer Verteidigungsminister. 2015 hatte Schamchani eine führende Rolle bei den Verhandlungen mit dem Weißen Haus über das Atomprogramm und die Wirtschaftssanktionen. Durch eine Explosion während eines Angriffs der israelischen Streitkräfte wurde er im Juni 2025 schwer verletzt.

## Leben
Ali Schamchani studierte an der Dschondischapur-Universität in Ahvaz Strategisches Management. Nach dem Sieg der Islamischen Revolution wurde er Mitglied der iranischen Revolutionsgarde (Pasdaran) und 1981 Kommandeur in der Provinz Chuzestan.
Während des Iran-Irak-Krieges hatte Schamchani mehrere leitende Funktionen bei den Bodentruppen der Revolutionsgarde inne und wurde nach Beendigung des Krieges 1989 Kommandeur der Pasdaran-Marine.

## Verteidigungsminister und spätere Karriere
Ali Schamchani wurde 1997 zum Verteidigungsminister der Islamischen Republik Iran ernannt und gehörte in dieser Zeit zum Kabinett des reformorientierten Staatspräsidenten Mohammad Chatami. Bei den iranischen Präsidentschaftswahlen 2001 wurde Schamchani vom Wächterrat als Kandidat zugelassen und erlangte mit 2,7 Prozent der Stimmen Platz drei bei den Wahlen. Er hatte das Amt des Verteidigungsministers bis zum 24. August 2005 inne.
Schamchani war von 2013 an zehn Jahre lang, als der Sekretär des Nationalen Sicherheitsrats, der höchste iranische Sicherheitsbeamte. Sein Nachfolger wurde Mostafa Mohammad Nadschar.
Schamchani vertrat Teheran bei den diplomatischen Gesprächen, bei denen ein wegweisendes Abkommen zur Wiederherstellung der diplomatischen Beziehungen mit Saudi-Arabien besiegelt wurde.

## Versuchtes Attentat 2025
Schamchani wurde am 13. Juni 2025 während eines israelischen Überraschungsangriffs im israelisch-iranischen Krieg durch eine Explosion schwer verletzt. Zunächst hieß es, er sei getötet worden, tatsächlich überlebte er schwer verletzt. Sein linkes Bein wurde amputiert.